# Speciale per noi
Speciale per noi era un programma televisivo di varietà trasmesso in 7 puntate dal 9 gennaio al 20 febbraio nel 1971; andava in onda il sabato sul Programma Nazionale ed era condotto da Paolo Panelli, Bice Valori, Aldo Fabrizi e Ave Ninchi. Gli autori erano Antonio Amurri e Maurizio Jurgens, le musiche erano dirette da Gianni Ferrio, la regia di Antonello Falqui.
Il programma era basato essenzialmente sui numeri comici dei conduttori. In particolare, Aldo Fabrizi interpretava per il pubblico alcuni personaggi che aveva interpretato per il teatro, come il tranviere romano, Paolo Panelli recitava monologhi umoristici, mentre Bice Valori e Ave Ninchi recitavano in scenette comiche interpretando le mogli di alcune categorie di personaggi come i politici o i mafiosi (divertente un balletto sulle note del marranzano). Lo spettacolo era completato da musiche, balletti ed esibizioni di cantanti intervenuti in veste di ospiti.
La sigla di chiusura era la celebre Quando mi dici così, cantata da Fred Bongusto in coppia con Minnie Minoprio.